# Höhenberg (Grafenwöhr)
Höhenberg ist eine Wüstung im heutigen Truppenübungsplatz Grafenwöhr. Sie gehört zum Gemeindegebiet der Stadt Grafenwöhr.

## Geschichte
Die Gemeinde wurde 1818 durch das Gemeindeedikt in Bayern errichtet. 1933 hatte die Gemeinde 118 Einwohner. Die Absiedlung und Auflösung der Gemeinde erfolgte 1938/39 (nachträglich durch Bekanntmachung des Bayer. Staatsministerium des Innern vom 22. August 1951 verfügt). Die ehemalige Gemeinde gehört zum Kerngebiet des Truppenübungsplatzes Grafenwöhr. Das seit 1939 gemeindefreie Gebiet wurde am 1. Juli 1978 in die Stadt Grafenwöhr eingegliedert.